# Neocrionisca collessi
Neocrionisca collessi är en tvåvingeart som beskrevs av Nelson Papavero 1977. Neocrionisca collessi ingår i släktet Neocrionisca och familjen hårvingsmyggor. Inga underarter finns listade i Catalogue of Life.